# Karate Kid (cómic)
Karate Kid (Val Armorr) es un superhéroe que aparece en el universo de DC Comics, principalmente como miembro de la Legión de Super Héroes. Es un maestro de todas las formas de artes marciales que se han desarrollado en el siglo 31. El alcance de su habilidad es tan grande que puede dañar severamente varios tipos de material duro con un solo golpe y fue capaz de defenderse brevemente contra Superboy mediante el uso de lo que él llamó "Super Karate".

## Historial de publicaciones
Karate Kid apareció por primera vez en Adventure Comics #346 (julio de 1966) y fue creado por Jim Shooter. El personaje apareció en la primera historia publicada de Shooter, junto con otros nuevos miembros de la Legión de Super Héroes: Princesa Projectra, Ferro Lad y Nemesis Kid.

## Biografía ficticia
Val Armorr era hijo de uno de los mayores señores del crimen de Japón, Kirau Nezumi, también conocido como Dragón Negro. Cuando nació, su madre, la agente secreta estadounidense Valentina Armorr, trató de esconderlo de su padre, pero fracasó y fue asesinada por su esfuerzo. El héroe más grande de Japón, Senseí Toshiaki (la Grulla Blanca), finalmente mató al Dragón Negro por sus crímenes y adoptó al niño Val. Crio a Val como si fuera su propio hijo y lo entrenó en todo tipo de artes marciales. Val se convirtió en el guerrero más joven en ganar el título de Samurái, y se fue a trabajar para su shogun local. Sin embargo, después de hacer todo lo posible y no poder complacer a su supervisor, renunció y buscó en la galaxia nuevas formas de batalla para dominar.

### Legión de Super-Héroes
Cuando Val regresó a la Tierra, descubrió que la Legión de Superhéroes estaba buscando nuevos reclutas para luchar contra los Khunds. Aplicó y, aunque no tenía poderes sobrehumanos, fue aceptado cuando desafió a Superboy a un combate singular e impresionó tanto al Chico de Acero con su habilidad inesperadamente formidable que Superboy avaló su admisión a la Legión. Su carrera en la Legión casi terminó ignominiosamente cuando su compañero recluta Nemesis Kid lo incriminó por traicionar a la Tierra con los Khunds, pero la propia traición de Nemesis Kid se descubrió a tiempo, y Val se convirtió en uno de los mejores legionarios de todos los tiempos. Como Karate Kid, Val fue el líder de la Legión durante un período y una vez se enfrentó a todos los Cinco Fatales sin ayuda, derrotando claramente al Persuasor, la Emperatriz Esmeralda y Mano (aunque Mano fue en gran parte una cuestión de suerte, como admitió Kid para sí mismo). En un momento u otro, lanzó patadas voladoras en solitario a los villanos cuyo nivel de poder superaba con creces a Superboy, incluidos Validus, Mordru, Omega e incluso Darkseid. Aunque tuvieron poco efecto, mostraron el grado de su coraje intrépido. Los mejores amigos de Karate Kid en la Legión fueron Timber Wolf, Chamelon Boy, Dawnstar y Ferro Lad. Las habilidades acrobáticas de Timber Wolf lo convirtieron en un compañero de entrenamiento natural contra Val y Karate Kid tuvo un efecto calmante en Brin Londo con su disciplina.
Val se enamoró de la Princesa Projectra, quien se unió a la Legión al mismo tiempo que él. Para demostrar su valía por la mano de la princesa, se ausentó y pasó aproximadamente un año en el primitivo siglo XX (durante su visita allí, Karate Kid apareció en una serie de cómics del mismo nombre y de corta duración: Karate Kid # 1 debutó en marzo de 1976 y duró 15 números). Regresó para encontrar al padre de Projectra muerto. Con la ayuda de Val y los otros legionarios, ganó el trono de manos de su primo Pharoxx. Val se convirtió oficialmente en la consorte de Projectra poco después y renunció a la Legión.
La felicidad conyugal no duró mucho. Él y Projectra regresaron de su luna de miel para descubrir que su planeta, Orando, había sido tomado por la Legión de Super-Villanos. Val, Projectra y varios otros legionarios fueron capturados por los villanos. Cuando los héroes escaparon para oponerse a los villanos, Val luchó contra su líder, Nemesis Kid. Nemesis Kid golpeó a Val casi hasta la muerte, y Val quería seguir luchando para poder morir en la batalla, el máximo honor según sus estándares culturales. Pero a instancias de Projectra, Val usó su fuerza restante para destruir la fuente de energía de las máquinas que estaban moviendo a Orando a una dimensión extraña. En venganza, Projectra mató a Nemesis Kid poco después. Se construyó un monumento a Val en Shanghalla.
Myg de Lythyl, uno de los Tres Jueces de ese planeta, luego solicitó ser miembro de la Legión y se dedicó a continuar con el nombre de "Karate Kid". Al igual que su predecesor, poseía habilidades superiores en artes marciales. Se convirtió en miembro de la segunda Legión de Héroes Sustitutos mientras entrenaba en la Academia de la Legión. Más tarde, Myg se unió a la Legión durante la "Brecha de cinco años", la brecha entre los libros de la Legión antes de renunciar.
Durante la historia de "Five Years Later" después de Magic Wars, la Tierra cayó bajo el control encubierto de los Dominadores y se retiró de United Planets. Unos años más tarde, los miembros del altamente clasificado "Batch SW6" de los Dominators escaparon del cautiverio. Originalmente, Batch SW6 parecía ser un grupo de clones de legionarios adolescentes, creados a partir de muestras aparentemente tomadas justo antes de la muerte de Ferro Lad a manos del Sun-Eater. Más tarde, se reveló que eran duplicados de la paradoja del tiempo, tan legítimos como sus homólogos más antiguos. Esta versión de Val Armorr murió en batalla (junto con Princesa Projectra y Chameleon Boy de SW6) luchando contra las tropas del Dominio. Myg, sin embargo, resurgió como una de las muchas personas borradas mentalmente por los Dominadores. Desbloquearon su meta-gen, dándole habilidades sónicas.
En su regreso de 2007 en la Liga de la Justicia de América, Starman (Starboy) se refiere a que Val había muerto previamente sin explicar cómo regresó de la muerte.

### Reinicio de 1994
En 1994, la Legión de Super-Héroes se reinició con una nueva historia. En esta versión, Karate Kid estaba muy vivo y había dedicado su vida a dominar tantas formas diferentes de lucha como pudiera. Con este fin, se unió a la fuerza laboral de Leland McCauley como Karate Kid para tener la oportunidad de viajar a diferentes planetas y aprender nuevas disciplinas, a pesar de saber que los valores de McCauley eran muy diferentes a los suyos. Pudo vivir con esas diferencias hasta que McCauley intentó sacar provecho de una anomalía en el espacio que, para Val, representaba algo puramente hermoso, como la creación divina. Incapaz de conciliar su empleo con su conciencia por más tiempo, destruyó la máquina de escuchas anómalas de McCauley y huyó, y los hombres de McCauley lo persiguieron, casi matándolo. Pidió la protección de la Legión y se la proporcionaron y, en un trato que llegaron a McCauley, McCauley renunció a cualquier reclamo contra Val y Karate Kid se convirtió en legionario.
Después de que la Legión se disolviera, Val eligió estudiar a los pacifistas de Haplashar en el planeta Steeple. Sin embargo, lo que no previó fue que este mundo estaría aislado del resto de la galaxia durante diez años debido a la actividad de los agujeros negros. Mientras se preparaban para irse, Steeple fue atacado por Nadir. Ferro recibió un golpe crítico de Nadir y Val se vio obligada a elegir quedarse en Steeple para cuidar la salud de Ferro. Se perdieron la ventana y quedaron varados en Steeple.
Cuando Brainiac 5 finalmente encontró un momento, se dispuso a establecer un portal estelar para recuperar a Val y Ferro de Steeple. Este plan tuvo éxito y fueron rescatados por Shikari y Sensor en medio de la batalla de la Legión con Universo, y ayudaron a cambiar el rumbo. Posteriormente, Val acompañó a Universo a Steeple, donde Halpashar acordó vigilar al villano (ahora forzado a una especie de "coma mental").
Después de que la línea de tiempo de esta Legión fuera destruida en Teen Titans/Legion Special, permanecieron en el limbo hasta que se recuperaron para luchar junto a la Legión original y la Legión Threeboot en Final Crisis: Legion of 3 Worlds. Allí, Val Armorr conoció y luchó junto a Threeboot Karate Kid. Posteriormente, la Legión post-Hora Cero, bajo la guía de Shikari Lonestar, toma el nombre de "los Wanderers" y decide viajar por el Multiverso para buscar sobrevivientes de los diversos universos alternativos que fueron destruidos.

### Reinicio de 2005
En 2005, la historia de Legión se borró y se reinició nuevamente. En esta versión, Val Armorr se representó inicialmente con rasgos más asiáticos, aunque ahora parece tener rasgos predominantemente caucásicos. Todavía un maestro de muchas disciplinas variadas de artes marciales, es el luchador más hábil de la Legión. Aunque inicialmente se sintió atraído por Shadow Lass, que posee un espíritu guerrero similar, después de que él y Tasmia se separaron, albergaba un enamoramiento unilateral con Phantom Girl. Karate Kid le está enseñando lentamente al testarudo Ultra Boy cómo enfocar sus poderes y, de hecho, enseña regularmente a todos los miembros principales de la Legión técnicas de defensa personal. Él y Light Lass se hicieron cercanos después de pasar la noche juntos.
En Velmar V, los Ikonns superaron a los gobernantes del planeta, los Peligrosos Hombres. Cuando intervinieron los SP, los Jóvenes Héroes fueron capturados y la Legión intentó rescatarlos. Mientras estaban allí, Karate Kid y Triplicate Girl fueron reclutados para una extraña misión por visitantes de otro tiempo. Karate Kid y Triplicate Girl se fueron con estos extraños, y Val dejó un cartel que decía "OKKK". Se desconoce cómo regresó al equipo, pero se mostró a Val con la miniserie Legión de Final Crisis: Legion of 3 Worlds , donde conoció al Karate Kid post-Zero Hour.

### Un año después y Cuenta regresiva
En Liga de la Justicia de América vol. 2, n. ° 7, se reveló que el villano conocido como Tridente era realmente Val Armorr de la Legión post-Crisis. En el número 8, lucha contra Black Lightning y Batman mientras se encuentra en lo profundo de la Batcave. Durante la pelea, los archivos de Superman se muestran enumerando a Val como un luchador de Clase 15 y a Batman como Clase 12. Val se detiene cuando Black Lightning lo ataca mientras Batman lo distrae.
Karate Kid y Starman son dos de los siete legionarios actualmente en el presente. Este Karate Kid se parece poco al que aparece actualmente en el reinicio de 2005, tanto en las características físicas como en el vestuario, y en cambio se parece mucho a la versión anterior a la Crisis del personaje. Starman (el Star Boy adulto) menciona que Val murió una vez, lo cual es consistente con la historia anterior a la crisis del personaje.
Al ser interrogado por Batman, Karate Kid, aún desorientado, se identifica como "Wes Holloway, miembro del Trident Guild". El nombre es una alusión directa al protagonista de la última novela de Brad Meltzer, El libro del destino. Se burla de él dentro de la narrativa de Countdown sobre su identidad heroica inspirada en la película Karate Kid.
Cuando otros legionarios, a excepción de Starman, regresan a su propio tiempo, Val se queda atrás en el siglo XXI. En Countdown #38, él y Triplicate Girl, ahora conocida como "Una", visitan a Barbara Gordon, donde revela que Val se está muriendo. Los envían a ver al Sr. Orr, quien declara que tiene las respuestas que buscan.
Al llegar al complejo de Orr, Karate Kid lucha brevemente contra Equus, hasta que Orr llega a la escena y les dice que la enfermedad de Karate Kid es similar al virus OMAC. Bajo la orden de DeSaad, un lacayo de Darkseid, Orr les dice que visiten a Buddy Blank en Colorado. Equus y un malentendido con la policía y Supergirl retrasan el viaje. Val luego conoce a Buddy Blank y su nieto, quienes los llevan a ver a Hermano Ojo. La entidad escanea a Val, le informa que está infectado por el virus "Morticoccus" y dirige al grupo a lo que una vez fue Blüdhaven. Hermano Ojo había detectado una cepa similar allí. En Blüdhaven, el grupo se encuentra con Atomic Knights y Firestorm. Cuando la enfermedad de Val llega al punto de ruptura, Hermano Ojo se libera y viaja a Blüdhaven, convirtiéndolo en su nueva base, y usa Atomic Knights y Firestorm como fuentes de energía. Más tarde, el trajo a Apokolips, ya que Hermano Ojo tenía la intención de asimilar el Morticoccus durante la asimilación de Apokolips. Como los intentos fallan, Hermano Ojo se ve obligado a asimilar a Una en su lugar, haciendo que lleve a Val dentro de sí mismo para la vivisección. Cuando Hermano Ojo es derrotado, tanto Val como Una son liberados, pero Val ahora está gravemente herido, y Una suplica por su vida mientras los otros héroes reunidos consideran la idea de matarlo antes de que el virus se propague. Cuando el grupo llega a otra de las 52 Tierras, Val es llevado al Proyecto Cadmus y muere mientras Dubbilex lo examina. Durante la autopsia, el Morticoccus se libera y propaga su infección en el aire. Debido a que asimila la sangre del siglo 31 de Val, es prácticamente inmune a cualquier forma de tratamiento.
Los cuerpos de Val y Una finalmente son descubiertos por el Departamento de Policía de Gotham City en Nueva Tierra, y Superman y el visitante Lightning Lad lloran su muerte. Más tarde se revela que sus cuerpos fueron plantados allí por Time Trapper.
Val Armorr regresó al reino de los vivos nuevamente en la serie Legion of Super-Heroes de 2010. Fue visto por última vez con su esposa Jeckie en su camino para ayudar a la Legión contra los Cinco Fatales.

### Reinicio de 2019
La última versión de Karate Kid vuelve a ser un maestro de artes marciales y miembro de la Legión de Super-Héroes.

## Serie en solitario
La pre-Crisis on Infinite Earths Karate Kid se presentó en una serie en curso de 15 números, portada con fecha de marzo/abril de 1976 a julio/agosto de 1978. Fue escrito principalmente por Barry Jameson y Bob Rozakis, con lápices de Ric Estrada y Juan Ortíz.
Cuando comienza la serie, Karate Kid comienza una larga estancia en el pasado en la Tierra del siglo XX, para demostrarle al rey Voxv de Orando que es digno de la mano de la Princesa Projectra en matrimonio. En el pasado, conoce y se hace amigo de la maestra de escuela Iris Jacobs, y se encuentra con los héroes adolescentes Superboy y Robin. Lucha contra numerosos villanos, incluidos Nemesis Kid, Mayor Disaster y Señor del Tiempo. Finalmente, regresa al siglo 30, justo a tiempo para ayudar a sus compañeros legionarios durante la "Guerra de la Tierra".
No es seguro qué eventos de esta serie se han incorporado a la continuidad post-Crisis infinita. Sin embargo, dado que la mayoría de los héroes del siglo XXI no estaban familiarizados con Karate Kid en el arco argumental "The Lightning Saga" y la serie limitada Countdown to Final Crisis, es muy posible que ninguno de los eventos de la serie Karate Kid sea canónico en este momento.

## Poderes y habilidades
Un "arma viviente", Karate Kid es considerado el mejor artista marcial de todos los tiempos. Karate Kid es el maestro de todas las formas documentadas de artes marciales que se han desarrollado hasta el siglo 31. Posee la capacidad de sentir el punto más débil en objetos y personas y su habilidad en el combate cuerpo a cuerpo es aparentemente sobrehumana, permitiéndole simular golpes de súper fuerza. Puede dañar severamente materiales extremadamente duros y fuertes (metales, piedra, etc.) con un solo golpe. Karate Kid también es un maestro con todas las formas de armas cuerpo a cuerpo (fue el guerrero más joven en ganar el título de samurái), aunque no le gusta usarlas y rara vez las necesita. De vez en cuando pelea con Supergirl, aunque ella lo golpea regularmente. Presumiblemente, esto se debe a que las Amazonas de Themyscira la entrenaron para aprender a controlar mejor sus superpoderes. Como Val es hombre, se le niega el entrenamiento de Amazon, por lo que es una de las pocas habilidades que no domina por completo. Lucha contra Supergirl en un intento de adquirir algunas de esas habilidades de segunda mano.
El entrenamiento de Karate Kid incluía disciplina mental que lo hace más resistente al control mental, además de darle un control limitado de las funciones de su cuerpo. Esto le permite cerrarse e ignorar el dolor físico; en una historia, casi muere debido a este entrenamiento cuando inconscientemente eliminó el dolor de una herida de cuchillo y solo se derrumbó horas después, sin darse cuenta de la herida y casi muriendo a causa de ella.

### Equipo
Como miembro de la Legión de Super-Héroes, se le proporciona un anillo de vuelo de la Legión. Le permite volar y lo protege del vacío del espacio y otros entornos peligrosos. Karate Kid combina sus habilidades con su Legión Flight Ring, dominando su propio estilo de combate aéreo.
Karate Kid mantuvo una extensa colección de armas en sus cuarteles de la Legión, incluidas muchas armas blancas, que también era hábil en el uso (los estatutos de la Legión no permitían a los miembros que dependían únicamente de armas de ningún tipo, pero las suyas estaban exceptuadas ya que era sólo una colección privada). Kid rara vez usaba armas cuando se enfrentaba a sus oponentes, pero una vez derrotó a un androide con superpoderes diseñado para negar sus habilidades cuerpo a cuerpo usando un bō (bastón) improvisado.

## En otros medios

### Televisión
- Karate Kid apareció en Legion of Super Heroes, episodio, "The Karate Kid", con la voz de Keith Ferguson. A pesar de derrotar a Superman en una batalla uno contra uno, su falta de superpoderes significó que inicialmente se le asignaron tareas domésticas en la nave y luego lo expulsaron de la Legión por tratar de derrotar a Grimbor sin respaldo. Más tarde fue reintegrado después de derrotar a Grimbor, mientras que los otros legionarios quedaron temporalmente sin poderes.
- Val es mencionado en la serie de The CW Supergirl por Querl "Brainy" Dox / Brainiac 5 como un amigo suyo en el siglo 31 y miembro de la Legión de Super-Héroes.

### Cine
- DC Comics otorgó a Columbia Pictures permiso para usar el nombre "Karate Kid" para una serie de películas protagonizadas por Ralph Macchio y Pat Morita. Sin embargo, estas películas no representaban el carácter del cómic. Los créditos de la película contienen un "gracias a DC Comics" por permitir el uso del nombre.
- Karate Kid aparece como el personaje principal en la película animada JLA Adventures: Trapped In Time, con la voz de Dante Basco.[13] Esta versión tiene la capacidad extrasensorial de percibir puntos de estrés, planos de fractura o debilidades en objetos, así como ataques basados en ki además de sus habilidades de lucha.